# 페르시아어
페르시아어 또는 파르시(페르시아어: فارسی [fɒːrˈsiː] 혹은 پارسی [pɒːrˈsiː]), 간칭 파사어(波斯語), 회회어(回回語)는 이란을 중심으로 한 중동 지역에서 사용되는, 인도이란어파에 속하는 언어이다. 표기에는 아랍어와 사실상 마찬가지로 아랍 문자가 사용되나 아랍어와는 전혀 다른 언어이며, 힌디어, 싱할라어, 디베히어, 영어, 러시아어, 프랑스어와 같은 인도유럽어족에 속한다. 이란의 공용어이며, 아프가니스탄, 타지키스탄, 바레인, 이라크, 조지아, 아제르바이잔, 아르메니아, 러시아 서남부(다게스탄 공화국) 및 인접한 나라들의 소수민족들을 비롯해 인도 일부와 파키스탄 일부에서 사용된다. 모어 화자는 4,600여만 명을 넘는다고 알려져 있다.

## 개요
언어학적으로는 인도유럽어족 - 인도이란어파 - 이란어군으로 분류된다. 페르시아라는 단어는 현대의 파르스 지방에 해당하는 파르사에서 유래되었다.
아프가니스탄의 다리어와 타지키스탄의 타지크어는 페르시아어와는 다르지만 많은 영향을 받았다. 중앙아시아의 언어들 자체가 모두 페르시아어의 영향을 받은 것이다. 다리어와 타지크어는 이란의 페르시아어와는 발음이나 어휘, 정서법 등에 차이가 있으며, 별개의 언어로 취급된다.
페르시아어는 아랍 문자로 표기하지만 아랍어에서 사용하는 아랍 문자와는 다소 차이가 있으며, 아랍어와 같이 오른쪽에서 왼쪽으로 글을 쓰지만 러시아어, 영어, 프랑스어, 스페인어와 같은 인도유럽어족에 속한다.

## 분류
페르시아어는 시대에 따라 크게 다음과 같이 구분된다.
1. 고대 페르시아어: 고대 페르시아 제국(아케메네스 왕조)의 공용어의 하나. 설형 문자를 사용했다.
2. 중세 페르시아어: 사산 왕조 무렵에 사용되었다. 아람 문자에서 파생한 팔라비 문자(중세 페르시아 문자)를 사용했다.
3. 근세 페르시아어: 현대에는 페르시아어라고 하면 보통 근세 페르시아어를 가리킨다. 7세기부터 9세기 무렵에 원형인 다리어(아프가니스탄에서 현재 말해지고 있는 같은 이름의 다리어와는 관계가 없다.)가 성립했다. 또한 7세기 이후부터는 페르시아 문자(아랍 문자의 일종)를 사용하고 있다.

조로아스터 다리어는 아직 사용되고 있다.
페르시아어는 10세기경부터 문장어로서 번영하여 피르다우시, 오마르 하이얌, 니자미 등으로 대표되는 페르시아 문학이 꽃을 피웠다. 또한 역사·철학 등의 학술 도서 또한 이 언어로 기록되었다. 페르시아어는 페르시아어 원어민 이외에도 널리 링구아 프랑카로 사용되었다. 6세기 이후 중앙아시아를 지배하게 된 투르크족은 페르시아어를 행정 용어로 사용하며, 페르시아인의 관료를 등용했다. 가즈나 제국과 셀주크 같은 투르크계 왕조가 이란을 지배하였으나 이러한 상황은 변하지 않았다. 이후 오스만 터키어와 차가타이어 등의 투르크계 언어에 의한 문어가 발달한 후에도 현대까지 페르시아어는 병존하였다. 또한 티무르 제국과 무굴 제국은 남아시아에서 페르시아어를 공용어로 사용했다. 우르두어는 페르시아어의 영향이 있다.
- 유대 페르시아어 - 이란의 유대인들이 쓰던 언어.

## 문자
기본적으로 아랍 문자로 표기되며, 아랍어에 없는 몇 개의 소리는 원래 문자에 선이나 점을 더해 써서 표현한다. 또, ک의 단독형이나 어말형이 어두형, 어중형과 같은 모양(아랍 문자에서는 다른 모양)이며, ی의 단독형이나 어말형에 점을 붙지 않는다. 아랍어에서 쓰이는 ﺓ은 ه로 적는 등 약간의 차이가 있다. 숫자도 아랍에서 사용되는 것과 조금씩 모양이 다르다. 페르시아어에서 사용되는 아랍 문자를 별도로 페르시아 문자라 부르기도 한다. 20세기에는 페르시아어의 표기법을 로마자에 기반한 정서법으로 전환하려는 운동이 일어났고, 이 운동을 우니페르스(UniPers)라고 불렀다.
단 현재 타지키스탄이나 우즈베키스탄 등 구 소련 내의 페르시아어는 키릴 문자로 표기된다.
| ا     | ب | پ | ت | ث | ج | چ | ح | خ | د | ذ | ر | ز | ژ | س | ش | ص | ض | ط | ظ | ع | غ | ف | ق     | ک | گ | ل | م | ن | و   | ه | ی   |
| a/u/i | b | p | t | s | j | č | h | x | d | z | r | z | ž | s | š | s | z | t | z | ’ | ğ | f | ğ (q) | k | g | l | m | n | v/u | h | y/i |

## 음운

### 모음
|    | 전설 | 후설 |
| -- | ---- | ---- |
| 고 | iː   | uː   |
| 중 | e    | o    |
| 저 | æ    | ɒː   |

모음의 기능적인 차이는, 장모음{/iː/, /uː/, /ɒː/}과 단모음{/ɛ̝e̞/, /o̞ɔ̝/, /æ/}사이에 현저하다.
그러므로 페르시아어의 음운을 {/iː/, /uː/, /aː/}와 {/i/, /u/, /a/}으로 표기해서 나누는 것은 가능하다고 생각된다.

### 자음
|            | 양순음 | 치음 | 경구개음 | 연구개음 |
| ---------- | ------ | ---- | -------- | -------- |
| 무성폐쇄음 | p      | t    | tʃ       | k        |
| 유성폐쇄음 | b      | d    | dʒ       | ɡ        |
| 무성마찰음 | f      | s    | ʃ        | x        |
| 유성마찰음 | v      | z    | ʒ        | ɣ        |
| 비음       | m      | n    |          |          |
| 유음       |        | l, r |          |          |
| 반모음     |        |      | j        | h, ʔ     |

## 문법
평서문에서의 어순은 주어 - 목적어 - 동사의 SOV형이다.
동사는 주어의 수(단수·복수), 인칭(1인칭 ~ 3인칭)에 따라 인칭변화한다.
명사가 형용사 또는 명사에 수식되는 경우, 수식되는 명사의 뒤에 형용사나 명사가 온다. 이 때, 수식되는 명사는 어미(語尾)에 "e"(명사가 자음으로 끝나는 경우) 또는 "ye"(명사가 모음으로 끝나는 경우)가 붙는다. 이것을 에자페라고 한다.
성은 거의 대부분 소멸하였으며, 대명사에도 존재하지 않는다. 예를 들면, 영어의 "he/she/it"은 페르시아어에서는 모두 "او(ū/우)"가 된다.
격변화는 거의 대부분 소멸하였으며, 대명사에도 존재하지 않는다. 격을 나타내는 역할은 어순과 전치사가 다하고 있다. 영어 등의 소유대명사에 해당하는 것은 접미사로 표시된다.
관사는 없다.

## 기타
페르시아어는 투르크어족 및 힌두스탄어를 위시하여 인도의 제언어(諸言語)에 큰 영향을 주었다. 토지, 나라를 의미하는 스탄이란 말은 남아시아에서 동유럽에 걸쳐 퍼져 있다.
또한, 페르시아어의 긴 역사를 반영하여, 다른 언어에서 많은 어휘를 받아들였다. 특히 아랍어에서 받아들인 어휘가 매우 많다. 그 밖에 투르크어족, 그리스어, 프랑스어, 영어, 약간의 러시아어 등에서도 어휘를 받아들였다.
페르시아어는 Ling, 로제타 스톤, 핌즐러, 망고 언어, LingQ 등의 앱으로 배울 수 있다. 몬들리는 단어 학습 위주이고, Drops는 단어만 배운다.

## 같이 보기
- 이란어군
- 이란 페르시아어
- 팔라비어
- 페르시아 이름
- 파르시인
- 언어 자율 학습 프로그램 목록
- 조로아스터교 다리어